# Antonio Meneghetti
Antonio Meneghetti (Avezzano, 9 de março de 1936 - Faxinal do Soturno, 20 de maio de 2013) foi um frade franciscano, filósofo e artista italiano radicado no Brasil. Meneghetti ficou conhecido como o fundador da ontopsicologia, uma pseudociência cujo ideário tem origens na teologia católica e na escolástica que busca aceitação acadêmica como atividade dedicada à formação de líderes e como disciplina voltada à análise da psicologia humana com aplicações na filosofia e na física nuclear.

## Biografia
Em sua biografia oficial, Meneghetti alega que, aos quatorze anos, em 1951, ingressou na Ordem dos Frades Menores Conventuais e, em 1961, foi ordenado sacerdote nos anos seguintes. Alega ainda que obteve quatro doutorados: Filosofia, Teologia, Psicologia e Sociologia, que teria lecionado na Pontifícia Universidade Santo Tomás de Aquino, em Roma e que, em 1972, teria saído formalmente da Igreja Católica.
Promoveu mais de 20 congressos internacionais de Ontopsicologia, obtendo apoio de algumas Universidades públicas e privadas da Rússia, da Ucrânia, da Itália e Brasil. Com o intuito de divulgar a ontopsicologia, criou diversos centros de formação.
Em 1981, foi acusado de embuste, usurpação de títulos e exercício ilegal de medicina. Por isso ficou preso por 30 dias, juntamente com cinco de seus colaboradores, e na sequência foram todos soltos por falta de provas. Em 1991, Meneghetti salvou-se de um naufrágio na Sardenha, em uma embarcação de sua propriedade, ocasião na qual faleceu a modelo e psicóloga italiana Marina Furlan. Foi por este fato condenado a 10 meses de reclusão por homicídio culposo.
Meneghetti morreu aos 77 anos em Faxinal do Soturno em 20 de maio de 2013, vítima de câncer no fígado, doença que ele classificava como psicossomática, fácil de tratar e prometia curar em três sessões de ontopsicologia.
A fim de perpetuar suas obras, criou três fundações, sendo uma no Brasil, outra na Rússia e a terceira, na Suíça.

## Principais Atividades

### Ontopsicologia
Com o intuito de promover o ensino da Ontopsicologia no mundo, conforme explicitada em seus textos fundamentais, constituiu na Europa, em 2009, a Fundação de Pesquisa Científica e Humanística Antonio Meneghetti, a qual instituiu, a partir de 2011, o Prêmio Antonio Meneghetti nas áreas de Economia, Medicina, Física e Filosofia. No Brasil, foi constituída em 2010 a Fundação Antonio Meneghetti, com sede no Recanto Maestro, em Restinga Seca, Rio Grande do Sul.

### OntoArte
Inicia, em 1979, o movimento artístico denominado OntoArte, baseado nos pressupostos humanistas da Ontopsicologia.
Como artista, realizou mostras permanentes em Moscou,São Paulo, Pequim, Berlim e Roma, e temporárias, expondo pinturas, esculturas em ferro, cristais e peças em cerâmica.
Na moda, apresentou a sua primeira coleção em um desfile ao ar livre em Lizori (Itália), também em 1979, com um grupo de modelos que caminharam pelas escadarias de um burgo medieval. Em 1986 recebeu o Prêmio “Maître Tailleur” da Federação de Alfaiates e Alfaiatas da Itália (Federazione Sarti e Sarte d´Italia) e, em 1989, o Prêmio Personalidade Sob Medida da Federação Mundial dos Mestres Alfaiates.
Na música, realizou inúmeros concertos, desde 1979. No Brasil, em agosto de 2012 a Orquestra de Câmara Theatro São Pedro realizou o concerto Maestro OntoArte em Cena e, nos anos de 2013 e 2014, uma série de concertos oficiais apresentando a obra Metaphisica Sinfonia Coral, ambos com composições de Antonio Meneghetti, releitura e orquestração de Vagner Cunha, regência de Antônio Borges-Cunha, diretor artístico da Orquestra, além da participação da soprano coloratura brasileira, Carla Maffiolleti.

### Recanto Maestro
No Brasil, criou a partir de uma propriedade abandonada, havia 25 anos, o Recanto Maestro, local que foi reconhecido pela ONU, em 2007, como modelo de referência internacional em sustentabilidade, local onde construiu a Antonio Meneghetti Faculdade.